# Classe D (sous-marin britannique)
Pour les articles homonymes, voir Classe D.
La classe D est la première classe de sous-marins de la Royal Navy propulsée par moteur Diesel, conçue avant la Première Guerre mondiale. Les 8 unités furent construites sur les chantiers Armstrong Whitworth à Newcastle upon Tyne, William Beardmore and Company à Glasgow, Vickers à Barrow-in-Furness, à Devonport, Portsmouth et Fairfield's de Glasgow.

## Conception

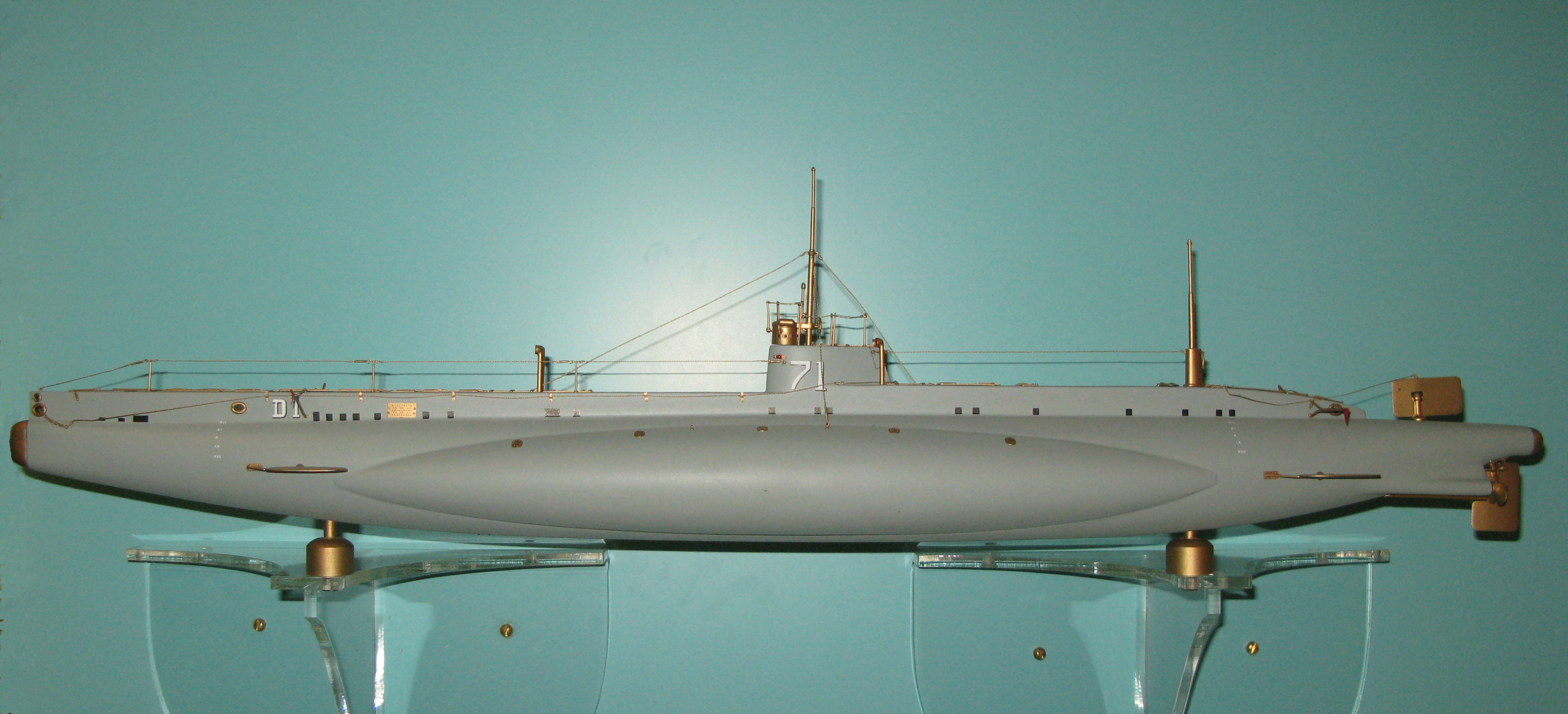
Maquette du HMS D1

Cette classe de nouveau sous-marins devait avoir une vitesse suffisante de navigation en surface pour suivre la flotte et intervenir en contournant la flotte ennemie durant l'attaque. Seuls des moteurs à vapeur pouvaient atteindre une vitesse similaire aux navires de surface. Elle fut conçue sur le modèle du HMS Nautilus de 1912 et du HMS Swordfish de 1916.

## Service
Les unités de la classe D ont été basées à Harwich, Immingham, Blyth et Douvres. Leur rôle initial était de couler des navires de guerre allemands. À la fin de la Première Guerre mondiale la classe D a été utilisée pour la formation des équipages basés à Portsmouth.
Les navires ont essentiellement patrouillé dans la Mer du Nord et la Baie d'Heligoland pour protéger les transports de troupes. Quatre navires (D2, D3, D5 et D6) ont été perdus, le D1 retiré du service avant la fin du conflit et coulé comme cible le 23 octobre 1918 et les autres (D4, D7 et D8) ont été rayés du service en juillet 1919.

## Les sous-marins de classe D
- D1
- D2
- D3
- D4
- D5
- D6
- D7
- D8
- HMS D9 - converti après le début de la construction comme le premier bateau de la classe E sous le nom de HMS E1
- HMS D10 - converti après le début de la construction en bateau de classe E sous le nom de HMS E2

### Sources
- (en) Cet article est partiellement ou en totalité issu de l’article de Wikipédia en anglais intitulé « British D-class submarine » (voir la liste des auteurs).